# Пай (приток Ивины)
Пай — река в России, протекает по Прионежскому району Карелии.
Образуется при слияния Погмаручья (левая составляющая) и Енручья (правая) северо-восточнее посёлка Пай, на границе с Подпорожским районом Ленинградской области.
Течёт на северо-восток, принимая вскоре (в 25 км от устья) правый приток — Ревручей (с притоком из Кайдозера. Устье реки находится в 21 км от устья Ивины по правому берегу, восточнее Ладвы. Длина реки составляет 26 км, площадь водосборного бассейна — 133 км².

## Данные водного реестра
По данным государственного водного реестра России относится к Балтийскому бассейновому округу, водохозяйственный участок реки — Свирь без бассейна Онежского озера, речной подбассейн реки — Свирь (включая реки бассейна Онежского озера). Относится к речному бассейну реки Нева (включая бассейны рек Онежского и Ладожского озера).
Код объекта в государственном водном реестре — 01040100712102000012219.